# Aleksander Einseln
Aleksander Einseln, né le 25 octobre 1931 à Tallinn et décédé le 16 mars 2017 dans la même ville, est un général estonien, commandant des forces de défense estoniennes de 1993 à 1995 et auparavant colonel de l'armée américaine.
Sa mère et lui fuient l'Armée rouge lorsque celle-ci commence l'occupation du pays du pays. De 1950 à 1985, il sert dans l’armée américaine, en participant notamment à la guerre de Corée, ainsi qu'à la guerre du Viêt Nam en tant que commandant d'un groupe de forces spéciales. En 1993, à la demande du président Lennart Meri, il retourne en Estonie pour devenir le premier commandant des forces de défense estoniennes après la restauration de l'indépendance de l'Estonie,.

## Biographie
Aleksander Einseln naît en Estonie le 25 octobre 1931. Son père est déporté par les occupants soviétiques. Sa mère et lui cherchent refuge à l'Ouest en 1944 et deviennent des personnes déplacées dans l'Allemagne d'après-guerre. En 1949, ils émigrent aux États-Unis.
Juste avant le déclenchement de la guerre de Corée en 1950, Aleksander Einseln s'enrôle dans l'armée américaine et sert comme parachutiste. En 1955, il est promu lieutenant, puis il termine en 1964 le cours de qualification d'officier des forces spéciales de l'armée américaine. Il sert dans les forces spéciales au Viêt Nam de 1965 à 1966. En 1968, il est diplômé de l'université George-Washington et l'année suivante de l'Army Staff College. Aleksander Einseln effectue une autre mission au Viêt Nam entre 1971 et 1972. De 1975 à 1976, il occupe des postes au sein de l'état-major du quartier général de l'armée. Après avoir obtenu son diplôme du National Defence College, l'officier sert de 1977 à 1982 en tant que chef du bureau de l'Europe et de l'Organisation du traité de l'Atlantique nord au sein de la division de la planification et de la politique des chefs d'état-major interarmées. Il occupe ensuite le poste d'inspecteur général adjoint au sein du Commandement américain du Pacifique jusqu'à sa retraite en 1985.
En 1993, à la demande du président estonien Lennart Meri, Aleksander Einseln retourne en Estonie pour prendre le commandement des forces militaires du pays, malgré les objections du département d'État américain. Les États-Unis menacent de mettre fin à sa pension militaire et même de révoquer sa citoyenneté américaine. Cependant, après avoir obtenu le soutien de plusieurs sénateurs américains, il reçoit l'autorisation officielle des autorités américaines pour assumer son nouveau poste.

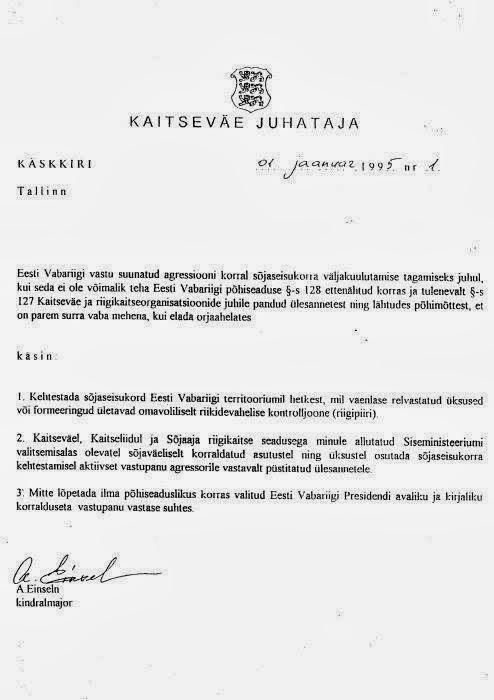
Décret d'Aleksander Einseln ordonnant la résistance immédiate en cas d'agression étrangère.

En janvier 1995, après le début de la première guerre de Tchétchénie, Aleksander Einseln publie un ordre stipulant qu'en cas de troupes étrangères franchissant la frontière, les forces de défense estoniennes devaient immédiatement initier une résistance active et ne pas cesser les combats jusqu'à ce que le président d'Estonie l'ordonne à l'armée. Il s’agit d’un mécanisme visant à empêcher une reddition sans résistance, comme cela s’est produit en 1939. En 2014, après le début du conflit en Ukraine, le chef des forces armées, le général Riho Terras, rappelle que le décret d'Einseln est toujours en vigueur.
Le 4 décembre 1995, le général Einseln remet sa démission de son poste de commandant des forces armées en raison d'un désaccord avec le ministre de la Défense.
En février 1996, il reçoit l'ordre de la Croix de l'aigle.
Aleksander Einseln décède le 16 mars 2017, à l'âge de 85 ans. Ses cendres sont enterrées le 2 avril 2018 au cimetière national d'Arlington aux côtés d'autres vétérans des guerres de Corée et du Viêt Nam.